# موالي
الموالي جمع مولى، وهم الخدم والحلفاء في لغة العرب، تم استخدام هذا المصطلح بكثرة في زمن الخلافة الأموية للإشارة إلى المسلمين من غير العرب كالفرس والأفارقة والأتراك والأكراد. في ظل النظام القبلي واعتماد الاسياد بالاساس على الجمع، وكون الموالي من التجار والحرفيين وأصحاب الملك، فقد اعتمد عليهم رموز السلطة العرب لجلب قوتهم ودعم عائلاتهم.
إذ يحكى عن كبير قيس زفر بن الحارث الكلابي أنه حزن بعد مقتل أحد مواليه في معركة مرج راهط لأنه كان مصدر رزق عائلته.

## أصل الكلمة

### لغة
الموالي كلمة أصيلة ومصدرها: وال، وأشتق منها: مولى، جمعها: موالين

#### وال، الوالي - وَالٍ، الوَالِي
جمع: وُلاَةٌ. [ ول ي ]. (فاعل من وَلِيَ). «وَالِي الوِلاَيَةِ»: حَاكِمُهَا وَالمُتَصَرِّفُ فِي شُؤُونِهَا وَقَضَايَاهَا الإِدَارِيَّةِ.

#### والٍ
1. اسم فاعل من ولَى وولِيَ 1 وولِيَ 2 / ولِيَ على.
2. كلُّ من ولي أمرًا «وُلاة الأمور، - رحِم اللهُ ولاة العدل».
3. محافظ، حاكم إقليم أو منطقة «والي البلد، - مَا مِنْ وَالٍ يَلِي رَعِيَّةً مِنَ الْمُسْلِمِينَ فَيَمُوتُ وَهُوَ غَاشٌّ لَهُمْ إلاَّ حَرَّمَ اللهُ عَلَيْهِ الْجَنَّةَ [ حديث ]».

- الوَالي: اسم من أسماء الله الحسنى، ومعناه: المالك للأشياء، المتصرِّف بمشيئته فيها، المنفرد بتدبيره لها.

#### وإلى يوالي، والِ، مُوالاةً، فهو مُوالٍ، والمفعول مُوالًى (للمتعدِّي)
- وإلى بين الأمرين تابع بينهما.
- وإلى الشَّيءَ: تابَعهُ «وإلى المذيعُ تقديم الأنباء، - وإلى القائدُ جهادَه، - وإلى عمله».
- وإلى فلانًا:

1. ناصرهُ، حاباهُ، صادقه «وإلى مَنْ والاه، - كان يوالي جارَه في أمورٍ كثيرة».
2. أحبَّه «وإلى مواطنيه».

#### ولَى يلِي، لِ / لِهْ، وَلْيًا، فهو والٍ، والمفعول مَوْلِيّ
- ولَى فلانًا دنا منه وقرُب «جلست ممّا يليه، - َكُلْ مِمَّا يَلِيكَ [ حديث ] : ممّا يقاربك، - { يَاأَيُّهَا الَّذِينَ ءَامَنُوا قَاتِلُوا الَّذِينَ يَلُونَكُمْ مِنَ الْكُفَّارِ }»
- كما يلي: كما يَتْبع.

#### ولِيَ 1 يَلِي، لِ / لِهْ، وَلْيًا، فهو والٍ، والمفعول مَوْلِيّ
- ولِي فلانًا

1. وَلاَهُ، دنا منه، قَرُب «ولي أباه في الفََضْل».
2. تَبعه مباشرة، أو من غير فَصْل «الرَّبيع يلي الشِّتاء، - سيأتي شَرْح الكلام فيما يلي».

#### ولِيَ 2 / ولِيَ على يَلِي، لِ / لِهْ، وِلايةً ووَلايةً، فهو والٍ، والمفعول مَوْليّ
- ولِي البلدَ حكمه وتسلَّط عليه «ولِي شئونَ البلادِ رئيسٌ شديد».
- ولِي فلانًا: أحبَّه «ولِي سيِّدَه / زملاءَه».
- ولِي الشّيءَ / ولِي على الشّيء: مَلَك أمرَه وقام به «ولِي شئون عائلته، - ولِي الوزارة».
- ولِي فلانًا / ولِي على فلان: نَصَره.

### اصطلاحا
تم إطلاق كلمة «الموالي» ومفردها «مولى» على الخدم في الذين يعملون عند المسلمين العرب، ويفترض أن يكون المولى مسلماً أو غير مسلم، كما أن المولى غير المسلم أو المسلم يعتبر حراً إلا أنه يفترض به أن يكون موالياً مطيعاً لمن كان سيده وأعتقه بعد الإسلام، لأن العبد بعد إعتاقه في الغالب لا يكون لديه مكان يلجأ إليه فيطلب العمل لدى سيده كمساعد له ويطلق عليه «مولى» بدلا من كلمة «خادم» لأنه ليس خادما بل مساعد أو نصير.

## قبل الإسلام
قبل الإسلام انتشرت العبودية في العالم بسبب كثرة الحروب والظلم وتوسع الإمبراطوريات والممالك والصراعات بينها، وكان العرب في تلك الفترة يتميزون بالشهامة والكرموكانوا يعتبرون أنفسهم أنهم عائلة واحدة ويتذاكرون الأنساب ويشيدون بالمصاهرات والمودة بينهم، ولهذا كان أغلب عبيدهم من أصحاب البشرة السوداء حتى ارتبط لون البشرة مع فكرة العبد والسيد، وأيضا مفهوم العرب والعجم مع فكرة العبودية والسيادة في المنطقة العربية. وزاد ذلك حتى نشأت أجيال من العرب في ظل وجود عبيد من العجم وأسيادهم العرب مما كوّن لديهم قناعة أن العرب هم السادة والعجم وخاصة البشرة السوداء منهم هم الخدم.
استمرت هذه الأفكار وزادت حدتها لتصبح مسألة عنصرية خطيرة، بل وصار العرب يعتبرون أن العجم أقل منهم مرتبة وخاصة إذا تذاكر العرب أجدادهم وعزهم والحضارات التي سادوها وتعالت أبيات الشعر في تمجيد العرب والشهامة والشجاعة العربية، لدرجة جعلت العرب يسخرون حتى من الرومان وقياصرتهم ووصفهم ببني الأصفر وأيضا إشمئزازهم من الفرس واعتبارهم أنجاس.
لكن في نفس الوقت، كانت تسكن في المنطقة العربية الكثير من الجاليات والعائلات وأيضا القبائل التي تعيش في حصون أو مدن مجاورة للمنطقة العربية وقد كان العرب يطلقون كلمة «موالي» لهؤلاء الغير عرب وهذا يعني أنهم: حلفاء، أي يوالونهم أثناء الحروب، وكذلك الكثير من الممالك العربية كانت تطلق على البدو ممن يسكنون على أطراف قلاعها كلمة «موالي» وتعني الصديق أو قبائل صديقة، لأنها تحارب معها وترد عنها الهجومات وتدافع معها، وأيضا كان العرب يطلقون كلمة «مولى» على الشخص الذي يتولى أمورهم بشكل مطلق.
لهذا فكلمة «موالي» تطلق على كل فرد أو مجموعة أفراد يوالون العرب، وبما أن العرب فيما بينهم لهم نفس المرتبة من التقدير والاحترام، بينما كان غير العربي يعتبر أقل مرتبة لأنه عاجز عن فهمهم أو مفتقر لقيمهم رغم كونه حليفاً لهم وصديق.

## بعد الإسلام
هناك فرق بين الحليف والمولى رغم وجود الخلط بينهما حيث أن الموالي كانوا مرتبطين بلفظ العبودية ولم يكن يشار لابن مسعود وللمقداد بموالي بل بحلفاء. هذا الخلط الذي طاحب العصرين الجاهلي والإسلامي نتج عن لفظ «مولى بالحلف، باليمين، بالعقد» الذي يعني حليفاً.
من المعروف أنه وحتى في العصر الاموي، بقي العرب غير منصفين تجاه الموالي إذ امتد الأمر إلى ميدان الشعر. وقد قال الفرزدق في إشارة لنصيب بن رباح (وقد كان عبدا اسودا وشاعرا فصيحا):
كما أن الحجاج رغب في إزالتهم من موضع الفصاحة والأدب قائلاً: «إنما الموالي علوج، وإنما أتي بهم من القرى، فقراهم أولى بهم»
المولى هو:
1 - المعتِق، و 2 - المعتَق
مثلا نافع مولى ابن عمر، وكذلك ابن عمر مولاه،
و المولى: المالك والعبد والمعتِق والمعتَق
فعلى هذا يقال للعبد ما دام مملوكا (عبداً أو مولى)، لكن حينما يُعتَق لا يقال له الا (مولى فلان) ولا يقال له بعد العتق مولى دون الإضافة لانها دون الإضافة تفيد الملكية. ومع الإضافة تفيدهما،
اما المالك المعتق فكذلك يقال له مولى.

وقد ورد حديث 
روي أن رسول اللّه ﷺ قال: 
| موالي | لا يقل احدكم: أطعم ربك، وضى ربك واسق ربك، ولا يقل احد: ربي. وليقل: سيدي ومولاي. ولا يقل احدكم: عبدي وأمتي، وليقل: فتاي وفتاتي وغلامي | موالي |

### انتهاء عصر الاستعباد
وبهذا انتهى عصر الاستعباد وتم القضاء عليه تماماً، لكن بدأ عصر جديد وهو عصر الموالي، فقد تحولت كلمة «موالي» أو «مولى» من معنى: الحليف أو الصديق، إلى معنى: الخادم أو المعين، ولهذا كان المسلمون يشترون العبيد من أسواق النخاسة وعندما يسلمون يعتقونهم ويصبحون مساعدين لهم، ولكن في نفس الوقت، يحضون بكامل حقوق المسلمين، ويعاملون معاملة المسلمين، ولهم ما على المسلمين وعليهم ما عليهم.
وأما الموالي (الخدم) من غير المسلمين، فهم على دينهم، ولهم ما على بني دينهم تماما.
ولهذا نرى كيف أن كلمة «الموالي» قيلت على الخدم بصفة عامة، سواء مسلمين وغير مسلمين، ولكن المولى ليس عبداً، بل هو رجل حر له كامل الحقوق المترتبة عليه كمواطن في بلاد المسلمين.

### بعد الخلافة الراشدة
بعد موت علي بن أبي طالب آخر الخلفاء الراشدين، احتاج الأمراء المسلمون لإنشاء ما يسمى (الحرس الخاص) أو جنود لحماية ملكهم وإمارتهم، وحمايتهم من الاغتيال ولمنع الانقلابات، لهذا لجأ الكثير منهم إلى احضار المسلمين وغير المسلمين من مختلف المناطق التي تحت الحكم الإسلامي وهذا ما زاد من تواجد الموالي في بلاد المسلمين، ومن أهم الأجناس نجد «الأتراك» و«الفرس» والذين كانوا يشتغلون في الجيش والسياسة والعلوم، هذه الحملات التي كان يقوم بها الأمراء شخصياً كانت تعمل على تهجير نسب كبيرة من الجنسيات الأخرى إلى أرض المسلمين العرب وخاصة إلى العاصمة (بغداد، ودمشق).
في هذه المرحلة أصبح الموالي لهم رتبة أقل من رتبة المسلمين العرب أصحاب البلاد، وذلك لأنهم كانوا ينظرون للموالي المستقدمين على أنهم مرتزقة وجنود السلطان.

### الموالي والسلطة
تم استخدام الموالي من قبل الأمراء كحرس خاص لأنهم لا يفهمون في الغالب اللغة العربية ولهذا كان يمكن للسلطان أن يتحدث في حضرتهم عن كثير من أسراره، دون الحاجة للبقاء دون حماية، وأيضاً لأن السلطان هو من أحضرهم فهم لا يعصون أمره، إلا أنهم في القصر كانوا يعتبرون خدماً من الدرجة الثانية أو الثالثة، وقد زادت هذه الطبقات حتى أصبح نظام الخدم في قصر السلطان لا يتحمل، ولما زادت الشكوى من طرف الموالي ضد العنصرية لجأ السلاطين إلى بعض المظاهر الجاهلية ومنها قتل وتعذيب وسجن الموالي ومعاملتهم كعبيد.
هذا ما جعلهم يقومون بالكثير من الاغتيالات المدبرة والاستيلاء على العرش والانقلابات والحروب ضد العرب، انتهى إلى الوصول إلى السلطة وتقلدها لمدة طويلة جداً.

### العثمانيون
يعتبر العثمانيون أفضل مثال على تحول الموالي من حالة العبودية إلى السلطة، فقد كانوا مجرد «حرس خاص» للسلطان العربي ومن ثم فيلقا مهماً في جيش المسلمين، وللخدمات المهمة التي كان يقدمها الأتراك بعد أن تم احضارهم من موطنهم الأصلي، كان السلاطين يعطونهم امتيازات خاصة وترقيات هامة، حتى صار العثمانيون أشبه بجيش كامل وسلطة مستقلة، وفي النهاية قاموا بانقلاب أدى لاعتلائهم السلطة، وإتخذوا من «إسطنبول» التي أسسوها عاصمة لهم.أثناء هذه الفترة، عمل العثمانيون على النيل من العرب، والانتقام من سنوات الاستعباد التي أخضعوا لها من طرف السلاطين العرب، ولهذا أصبح العرب في عصرهم، شعوبا متخلفة بعيدة عن مركز الحضارة، وسادت بينهم وبرعاية عثمانية مظاهر جاهلية ونشأت قيمة خاطئة وانحرافات دينية. مما جعل الكثير من العرب أنفسهم يعملون كخدم لدى غيرهم من العرب الذين تدعمهم السلطة العثمانية. وفي أثناء حكم العثمانيين، تساوت جميع الأجناس من المسلمين وغير المسلمين، فقد فرضت الجزية على الجميع.[بحاجة لمصدر]

### بعد سقوط الخلافة
في هذه الفترة، فقد الكثير من العرب أموالهم وأراضيهم مما جعلهم غير قادرين على إعالة أنفسهم، وأدى بهم الأمر إلى التخلي عن الموالي لعدم قدرتهم على دفع مستحقاتهم المالية.
ولكن خروج الغزات الأروبيين، ترك خلفه شعوبا قومية تحكمها حكومات علمانية، تفرض نفس الحقوق على الجميع، ولكن في نفس الوقت جعل «الموالي» وظيفة عادية تحكمها القوانين الدستورية، وتم تسميتهم بالخدم.

## أسباب زيادة نسبة الموالي
من أهم الأسباب التي أدت لظهور الموالي وزيادة أعدادهم:
- الحكم الإسلامي الذي يفرض على المسلمين إعتاق العبيد
- احتياج المسلمين وخاصة العرب في بلادهم لخدم يعينونهم فقاموا بتشغيل الموالي
- استقدام أعداد هائلة لتشغيلهم في الجيش وحماية السلطان
- حصول الموالي على مناصب هامة في الدولة
- نزوح السكان إلى العاصمة أو المناطق التجارية والحضارية

## حكم الموالي في الإسلام
الناس كلهم بنو رجل واحد.. وبنو امرأة واحدة.. المؤمن والكافر.. الأبيض والأسود.. العربي والأعجمي.. الغني والفقير.. الشريف والوضيع.
والإسلام لا يلتفت إلى الفوارق في اللون، والجنس، والنسب فالناس كلهم لآدم وآدم خُلق من تراب.. وإنما يكون التفاضل في الإسلام بين الناس بالإيمان والتقوى.. بفعل ما أمر الله به.. واجتناب ما نهى الله عنه، قال تعالى:﴿يَا أَيُّهَا النَّاسُ إِنَّا خَلَقْنَاكُمْ مِنْ ذَكَرٍ وَأُنْثَى وَجَعَلْنَاكُمْ شُعُوبًا وَقَبَائِلَ لِتَعَارَفُوا إِنَّ أَكْرَمَكُمْ عِنْدَ اللَّهِ أَتْقَاكُمْ إِنَّ اللَّهَ عَلِيمٌ خَبِيرٌ ۝١٣﴾ [الحجرات:13] والإسلام يساوي بين جميع الناس في الحقوق والواجبات.. فالناس أمام الشرع سواء كما قال سبحانه﴿مَنْ عَمِلَ صَالِحًا مِنْ ذَكَرٍ أَوْ أُنْثَى وَهُوَ مُؤْمِنٌ فَلَنُحْيِيَنَّهُ حَيَاةً طَيِّبَةً وَلَنَجْزِيَنَّهُمْ أَجْرَهُمْ بِأَحْسَنِ مَا كَانُوا يَعْمَلُونَ ۝٩٧﴾ [النحل:97]
.
فالإيمان، والصدق، والتقوى كله يؤدي إلى الجنة.. وهو حق لمن تخلق به.. ولو كان أضعف الناس..أو أدنى الناس كما قال سبحانه﴿$2﴾ (ومن يؤمن بالله ويعمل صالحاً يدخله جنات تجري من تحتها الأنهار خالدين فيها أبداً قد أحسن الله له رزقاً) الطلاق/11.
والكفر والكبر، والطغيان كله يؤدي إلى النار.. ولو كان صاحبه أغنى الناس..أو أشرف الناس كما قال سبحانه ﴿وَالَّذِينَ كَفَرُوا وَكَذَّبُوا بِآيَاتِنَا أُولَئِكَ أَصْحَابُ النَّارِ خَالِدِينَ فِيهَا وَبِئْسَ الْمَصِيرُ ۝١٠﴾ [التغابن:10]
.
وقد جمعت الدولة الإسلامية رجالاً مسلمين.. من قبائل وأجناس وألوان شتى.. يملأ قلوبهم التوحيد.. ويجمعهم الإيمان والتقوى.. كأبي بكر القرشي.. وعلي بن أبي طالب الهاشمي.. وبلال الحبشي.. وصهيب الرومي.. وسلمان الفارسي..والغني كعثمان.. والفقير كعمار.. وأهل الثروة.. وأهل الصفة.. وغيرهم.
وقد آمنوا بالله وجاهدوا في سبيله..أولئك المؤمنون حقاً.. ﴿جَزَاؤُهُمْ عِنْدَ رَبِّهِمْ جَنَّاتُ عَدْنٍ تَجْرِي مِنْ تَحْتِهَا الْأَنْهَارُ خَالِدِينَ فِيهَا أَبَدًا رَضِيَ اللَّهُ عَنْهُمْ وَرَضُوا عَنْهُ ذَلِكَ لِمَنْ خَشِيَ رَبَّهُ ۝٨﴾ [البينة:8].

## أهمية الموالي في الإسلام
قدّم الموالي الكثير للإسلام، وقد افتخر الكثير منهم بإسلامه لما كانوا يتعرضون له من تشكيك في إسلامهم من قبل الكثير من المسلمين، وقد كان منهم الأدباء، والعلماء، ورواة الحديث وعلماء التفسير، وأيضاً الفلكيّون والرياضيّون والكيميائيّون وغيرهم الكثير.